# 愛田クレア
愛田 クレア（あいだ クレア、10月7日 - ）は、日本の漫画家。神奈川県出身。血液型B型。

## 作品リスト
全て集英社、マーガレットコミックスから刊行されている。
- ぴよぴよファミリア（全7巻）
- ぴよぴよファミリア ワンダフル（2006年 - 2017年、現在5巻）

### 単行本未収録作品
- 愛ちゃん（『マーガレット』2007年17号別冊ふろく『怖いマーガレット』）
- ぴよぴよファミリア ワンダフル（『ザ マーガレット』2011年6月号 - 2017年4月号[2]）
- 今日も小腹がすいてます（『ザ マーガレット』2017年6月号[3] - 10月号）